# Parigi-Bruxelles 1961
La Parigi-Bruxelles 1961, quarantasettesima edizione della corsa, si svolse il 23 aprile 1961 su un percorso di 291 km, con partenza da Parigi e arrivo a Bruxelles. Fu vinta dal belga Pino Cerami della Peugeot-BP-Dunlop davanti ai suoi connazionali Gilbert Desmet e Frans Schoubben.

## Ordine d'arrivo (Top 10)
| Pos. | Corridore        | Squadra                   | Tempo    |
| ---- | ---------------- | ------------------------- | -------- |
| 1    | Pino Cerami      | Peugeot-BP-Dunlop         | 6h45'00" |
| 2    | Gilbert Desmet   | Carpano                   | a 38"    |
| 3    | Frans Schoubben  | Peugeot-BP-Dunlop         | s.t.     |
| 4    | Jean Graczyk     | Helyett-Fynsec-Hutchinson | s.t.     |
| 5    | Marcel Janssens  | Dr. Mann-Labo             | s.t.     |
| 6    | Emile Daems      | Belgio                    | a 1'16"  |
| 7    | Rik Van Looy     | Faema                     | s.t.     |
| 8    | Jo De Roo        | Helyett-Fynsec-Hutchinson | s.t.     |
| 9    | Raymond Poulidor | Mercier-BP-Hutchinson     | s.t.     |
| 10   | Armand Desmet    | Faema                     | s.t.     |